# Mulher de Isdalen
Mulher de Isdalen (em norueguês:  Isdalskvinnen) é um nome de espaço reservado dado a uma mulher não identificada que foi encontrada morta em Isdalen ("Vale do Gelo") em Bergen, Noruega, em 29 de novembro de 1970. Embora a polícia na época tenha dado um veredicto de provável suicídio, a natureza do caso encorajou especulações e investigações em andamento nos anos seguintes. Meio século depois, continua sendo um dos mistérios mais profundos da Guerra Fria na história norueguesa.

## Descoberta do corpo

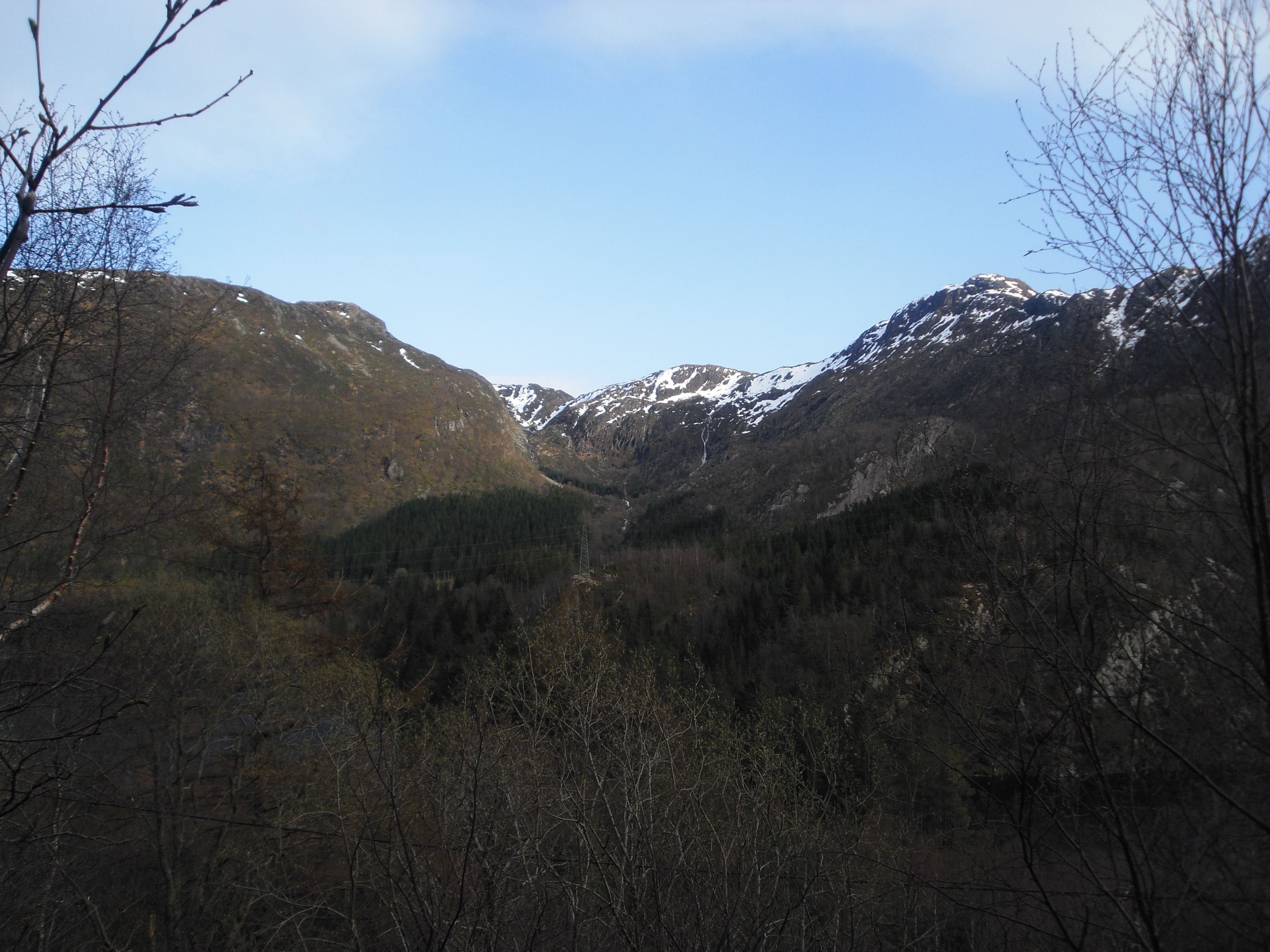
Isdalen, onde o corpo da mulher foi descoberto

Na tarde de 29 de novembro de 1970, um homem e suas duas filhas caminhavam no sopé da face norte de Ulriken, em uma área conhecida como Isdalen ("Vale do Gelo"); também foi apelidado de "Vale da Morte" devido à história como uma área de suicídios na Idade Média e uma série mais recente de acidentes durante caminhadas. Notando um cheiro incomum de queimado, uma das filhas localizou o corpo carbonizado de uma mulher localizada entre alguns seixos. Surpreso e temeroso, o grupo voltou à cidade para notificar a polícia.

## Investigação

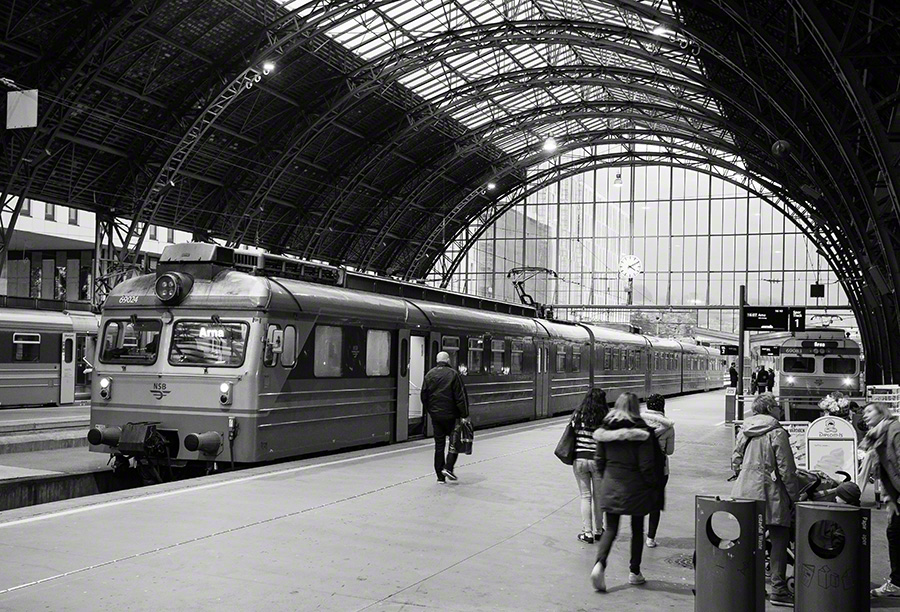
Estaçao onde foram encontradas as malas pertencentes á mulher

A polícia de Bergen respondeu rapidamente e lançou uma investigação em grande escala (arquivada com o nome do caso "134/70"). Examinando o local, a polícia notou a posição supina da mulher, as mãos apertadas pelo torso e a ausência de uma fogueira nas proximidades. A frente de seu corpo e suas roupas haviam sido gravemente queimadas e ela estava irreconhecível. Também foram localizados perto do corpo e também afetados pelo fogo: uma garrafa vazia de licor St. Hallvard, duas garrafas plásticas de água, um porta-passaporte de plástico, botas de borracha, um suéter de lã, um cachecol, meias de nylon, um guarda-chuva, uma bolsa, uma caixa de fósforos, um relógio, dois brincos e um anel. Ao redor do corpo havia vestígios de papel queimado e, por baixo, um chapéu de pele que mais tarde foi encontrado com vestígios de gasolina. Todas as marcas e rótulos de identificação desses itens foram removidos ou apagados.
Três dias depois, os investigadores encontraram duas malas pertencentes à mulher na estação ferroviária de Bergen. No forro de uma delas, a polícia descobriu cinco notas de 100 marcos alemães (c.137 dólares em 1970). Entre outros itens, eles encontraram roupas, sapatos, perucas, maquiagem, creme para eczema, 135 coroas norueguesas, moedas belgas, britânicas e suíças, mapas, horários, um par de óculos (com lentes sem prescrição), óculos de sol (com impressões digitais parciais que combinavam com as encontradas no corpo), cosméticos e um bloco de notas. Assim como com o corpo, todas as possíveis informações de identificação foram removidas.
Uma autópsia no Gades Institutt concluiu que a mulher havia morrido de uma combinação de incapacitação por fenobarbital e envenenamento por monóxido de carbono. Fuligem foi encontrada em seus pulmões, indicando que ela estava viva quando foi queimada e seu pescoço estava machucado, possivelmente por conta de uma queda ou golpe. A análise de seu sangue e estômago mostrou que ela havia consumido entre 50 e 70 pílulas para dormir da marca Fenemal e encontrou ao lado de seu corpo outras 12 pílulas para dormir. Na autópsia, seus dentes e mandíbula foram removidos devido ao seu trabalho odontológico único em ouro e amostras de tecidos de seus órgãos foram retiradas.
A polícia então lançou um apelo por informações na mídia norueguesa sobre o caso. A última vez que ela foi vista viva foi em 23 de novembro, quando ela saiu do quarto 407 do Hotel Hordaheimen. A equipe do hotel disse à polícia que ela era bonita e tinha aproximadamente 1,6 m de altura, com cabelos castanhos escuros e pequenos olhos castanhos. A equipe observou que a mulher se mantinha principalmente em seu quarto e parecia estar em guarda. Ao fazer o check-out, ela pagou a conta em dinheiro e pediu um táxi. Seus movimentos entre esse momento e a descoberta de seu corpo permanecem desconhecidos.
A polícia conseguiu decodificar as entradas do bloco de notas e determinou que elas indicavam datas e lugares que a mulher havia visitado.  Como resultado, com base em formulários de check-in manuscritos, a polícia determinou que a Mulher Isdal havia viajado pela Noruega (ou seja, Oslo, Trondheim, Stavanger ) e Europa (Paris) com pelo menos oito passaportes e pseudônimos falsos.  Enquanto detalhes como aniversários e ocupações mudavam de uma forma para outra, ela consistentemente deu sua nacionalidade como belga; os formulários foram preenchidos em alemão ou francês.
Também foi descoberto que a mulher já havia se hospedado em vários hotéis em Bergen e era conhecida por trocar de quarto após o check-in. Ela costumava dizer aos funcionários do hotel que era uma vendedora ambulante de antiguidades. Uma testemunha disse que ouviu a mulher conversando com um homem em alemão em um hotel de Bergen. Outros que a conheceram mencionaram que ela também falava flamengo e inglês e cheirava a alho. As pessoas que a viram ou a conheceram também comentaram que ela usava perucas.
Retratos falados, baseados em descrições de testemunhas e análises de seu corpo, foram divulgados em muitos países através da Interpol. Apesar dos significativos recursos policiais mobilizados, a mulher desconhecida nunca foi identificada e o caso foi rapidamente encerrado. Enquanto as autoridades concluíram que ela cometeu suicídio por ingestão de pílulas para dormir, outros acreditam que há evidências de que ela foi assassinada.

## Enterro

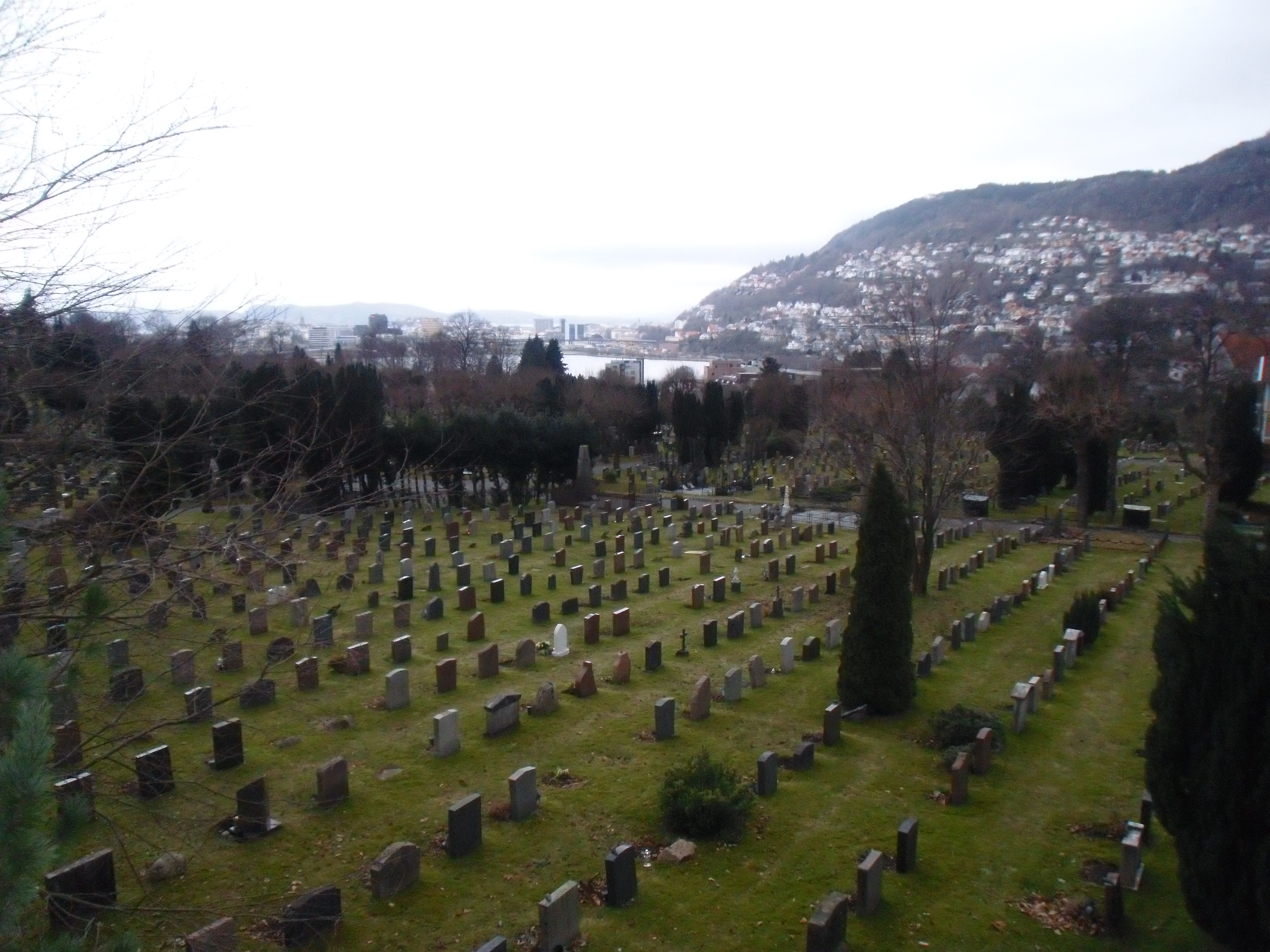
Cemitério Møllendal, onde a "Mulher de Isdalen" está enterrada

Em 5 de fevereiro de 1971, a mulher recebeu um enterro católico (com base em seu uso de nomes de santos em formulários de check-in) em uma cova não marcada dentro do cemitério Møllendal localizado em Bergen. Com a presença de 16 membros da força policial local, ela foi enterrada em um caixão de zinco para preservar seus restos mortais e facilitar futuras exumações. Sua cerimônia também foi fotografada no caso de parentes se apresentarem posteriormente.

## Teorias

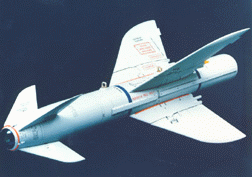
Míssil norueguês Penguin

Muitas perguntas permanecem sem resposta sobre o caso, especialmente as razões para as muitas identidades da mulher e seus planos de viagem inexplicáveis. Várias investigações apontam para a possibilidade de que ela fosse uma espiã, dado o contexto da Guerra Fria da época. A Noruega também havia registrado outros desaparecimentos estranhos na década de 1960, perto de instalações militares, que também remontavam à espionagem internacional. Os registros das Forças Armadas Norueguesas também revelam que muitos dos movimentos da mulher parecem corresponder a testes ultra-secretos do míssil Penguin. Um pescador também teria reconhecido a mulher enquanto observava movimentos militares em Stavanger. As nove identidades usadas nos hotéis (não foram encontrados passaportes) podem implicar o envolvimento de uma organização muito profissional ou, alternativamente, o envolvimento em uma gangue criminosa.

## Acontecimentos posteriores
O motorista de táxi que levou a mulher do hotel para a estação ferroviária de Bergen nunca foi encontrado. Em 1991, no entanto, um taxista que desejou permanecer anônimo disse que depois de pegar a mulher desconhecida no hotel, outro homem se juntou a eles para a viagem até a estação de trem.
Em 2005, um morador de Bergen, que tinha 26 anos em 1970, disse a um jornal local que, depois de ver o retrato falado, suspeitou que a mulher morta era uma mulher que ele tinha visto cinco dias antes do corpo ser encontrado, quando ele caminhava na encosta de Fløyen. Surpreendentemente, ela estava vestida com roupas urbanas em vez de roupas de caminhada e estava andando à frente de dois homens vestindo casacos que pareciam "do sul". Ela parecia resignada e prestes a dizer algo para ele, mas não o fez. A testemunha foi a alguém que ele conhecia na polícia para relatar o que viu, mas foi dito para esquecer o assunto.
Em 2016, o caso foi reaberto e a NRK encomendou ao artista estadunidense Stephen Missal a criação de seis esboços alternativos de retratos falados da Mulher de Isdalen, que foram mostrados às pessoas que a viram.
Em 2017, a análise de isótopos estáveis dos dentes da mulher (tirados de seu maxilar não enterrado) indicou que ela nasceu por volta de 1930, perto ou em Nuremberga, Alemanha, mas se mudou para a França ou a fronteira franco-alemã quando era criança. Isso reforçou a análise anterior de sua caligrafia, que sugeria que ela havia sido educada na França ou em um país vizinho. A análise também indicou que ela havia ido a um dentista na Ásia Oriental, Europa Central, Sul da Europa ou América do Sul.
Em 2018, a NRK e a BBC publicaram uma série de podcast intitulada Death in Ice Valley, que incluía entrevistas com testemunhas oculares e cientistas forenses, sugerindo também que o local de nascimento da Mulher de Isdalen pode ter sido o sul da Alemanha ou a região fronteiriça franco-alemã e que ela foi provavelmente nasceu em 1930. Ela também foi provavelmente criada na Bélgica francófona. Em junho de 2019, a BBC revelou que os ouvintes do podcast haviam dado mais algumas pistas. Além disso, Colleen Fitzpatrick, geneticista do DNA Doe Project, entrou em contato com a equipe Death in Ice Valley para oferecer sua ajuda na identificação da mulher por meio de testes genéticos de isótopos genealógicos de tecidos autopsiados.
Em 2019, após uma publicação sobre o caso no Le Républicain Lorrain, um morador de Forbach, na França, afirma ter tido um relacionamento com a mulher no verão de 1970. A mulher, poliglota, supostamente tinha sotaque balcânico. Ela fingiu ter cerca de 26 anos, mas muitas vezes se vestia para parecer mais jovem e se recusava a compartilhar detalhes pessoais. Diz-se que ela recebe frequentemente telefonemas programados do exterior. O homem conseguiu vasculhar seus pertences e encontrou várias perucas e roupas coloridas. Ele também havia furtado uma fotografia da mulher montando um cavalo. Suspeitando que ela fosse uma espiã, ele considerou entrar em contato com as autoridades, mas teve medo de fazê-lo. Sua história e a fotografia foram publicadas em uma edição posterior do jornal.